# A Rural Elopement
A Rural Elopement é um filme mudo norte-americano de 1909 em curta-metragem, do gênero romance, dirigido por D.W. Griffith. Foi produzido por Biograph Company e filmado em Coytesville, em Nova Jérsei nos Estados Unidos.

## Elenco
- Linda Arvidson
- George Gebhardt
- Harry Solter
- David Miles
- John R. Cumpson
- Guy Hedlund
- Marion Leonard
- Owen Moore
- Mack Sennett